# Германіка
Германіка (англ. Germanica) — роман в жанрі альтернативної історії, написаний Робертом Конроєм. Він був опублікований Baen Books онлайн як електронна книга 16 серпня 2015 року, а потім опублікований як фізична книга 1 вересня 2015 року. Оскільки Конрой помер за вісім місяців до публікації книги, її видали посмертно.

## Сюжет
Глибоко в Альпах майстер пропаганди нацистської Німеччини Йозеф Геббельс очолює батальйон фанатів під назвою «Германіка», щоб протистояти шаленому останньому пориву союзників, спрямованих на завершення Другої світової війни в Європі.
Оскільки британський прем'єр-міністр Вінстон Черчилль програв вибори 1945 року, Шарль де Голль зміцнив своє правління над щойно звільненою Францією, а Йосип Сталін стверджував радянську окупацію Східної Європи, лише Сполучені Штати на чолі зі своїм новим президентом Гаррі Труменом залишається зіткнутися з найвитривалішими нацистськими воїнами, які тягнуться до запеклої боротьби до останнього.